# Історія інформатики
Дана стаття є інформаційним проєктом з інформатики. У ній містяться короткі відомості про напрямки розвитку інформатики, історію еволюції комп'ютерів, видатних вчених інформатики та аматорів, відкриття яких задали вектор розвитку інформаційних технологій.

## Напрямки розвитку інформатики
Інформатика як наука розвивається у трьох основних напрямках:
- Теоретична інформатика
  - Теорія інформації
  - Математична логіка
  - Теорія алгоритмів
- Прикладна інформатика
  - Програмування
  - Економічна інформатика
  - Правова інформатика
  - Біоінформатика
- Технічна інформатика
  - Архітектура комп'ютера
  - Розробка мережевих протоколів
  - Розробка маршрутизаторів, комутаторів та міжмережевих екранів

Окрім цих напрямків є галузі:
- Штучний інтелект
- Кібернетика
- Комп'ютерна графіка
- Інформаційні системи

В інформатиці можна виділити три нерозривно й істотно зв'язані частини — технічні засоби, програмні й алгоритмічні.
Технічні засоби (англ. Hardware — тверді вироби), або апаратура комп'ютерів.
Програмні засоби (англ. Software — гнучкі вироби), під якими розуміється сукупність всіх програм, використовуваних комп'ютерами, і область діяльності по їхньому створенню й застосуванню, що підкреслює рівнозначність самої машини й програмного забезпечення, а також здатність програмного забезпечення модифікуватися, пристосовуватися й розвиватися.
Програмуванню завдання завжди передує розробка алгоритму рішення завдання. Для позначення частини інформатики, пов'язаної з розробкою алгоритмів і вивченням методів їхньої побудови, застосовують термін Brainware (англ. brain — інтелект).

## Як змусили комп'ютер думати?
Комп'ютери, без яких наше життя є неможливою, насправді, з'явилися не так вже давно. Представники старшого покоління не тільки не використовували комп'ютери під час свого навчання в школах та інститутах, а й, як правило, поняття не мали, що це таке. Епоха комп'ютерів і навіть електронно-обчислювальних машин — ЕОМ — як у нас називались перші комп'ютери прийшла в наше життя порівняно недавно. Хоча найдальший їх попередник — рахівниця (абак), з'явився ще в стародавньому Вавилоні 3000 років до н. е.

### Машина Паскаля

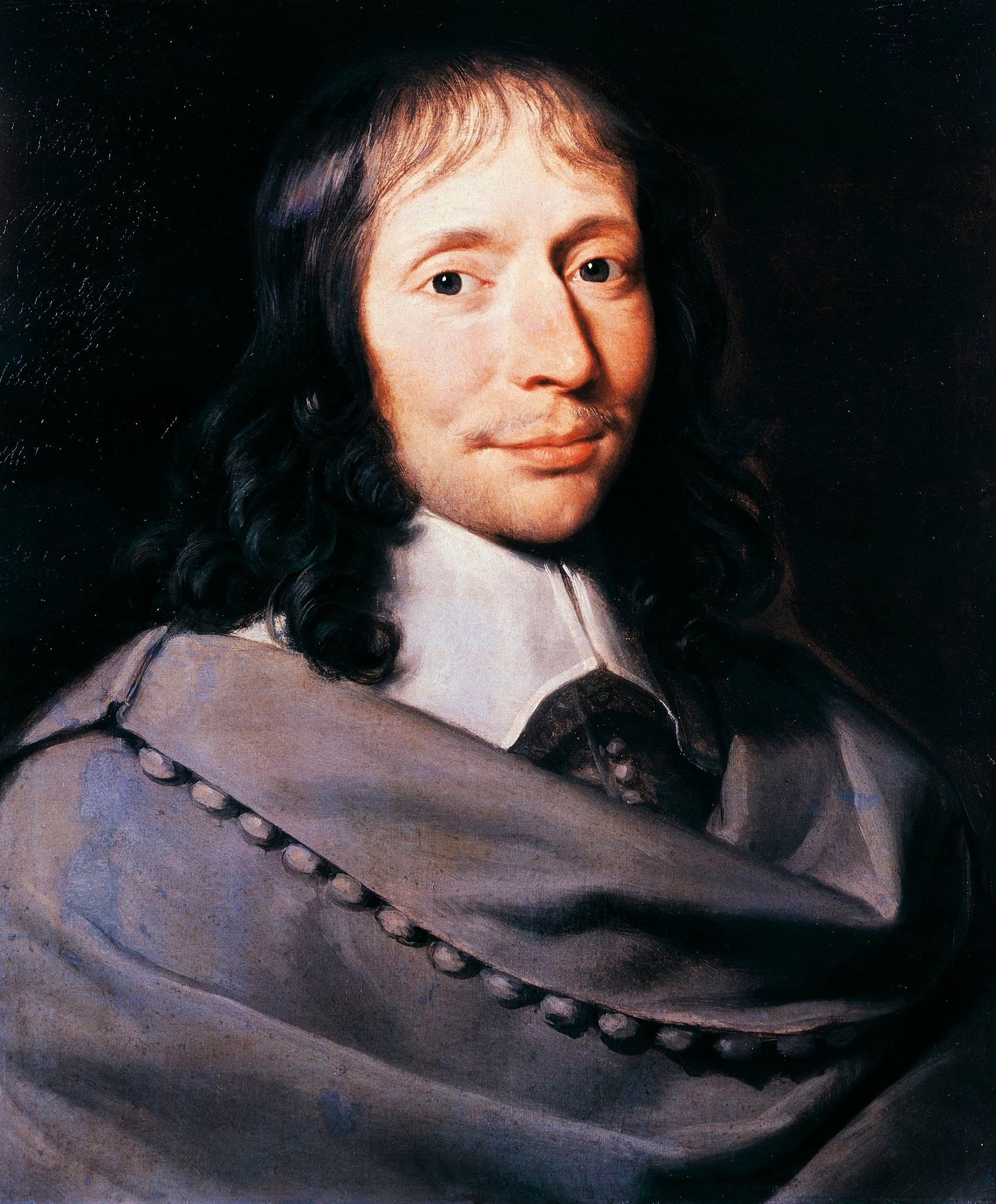
Блез Паскаль

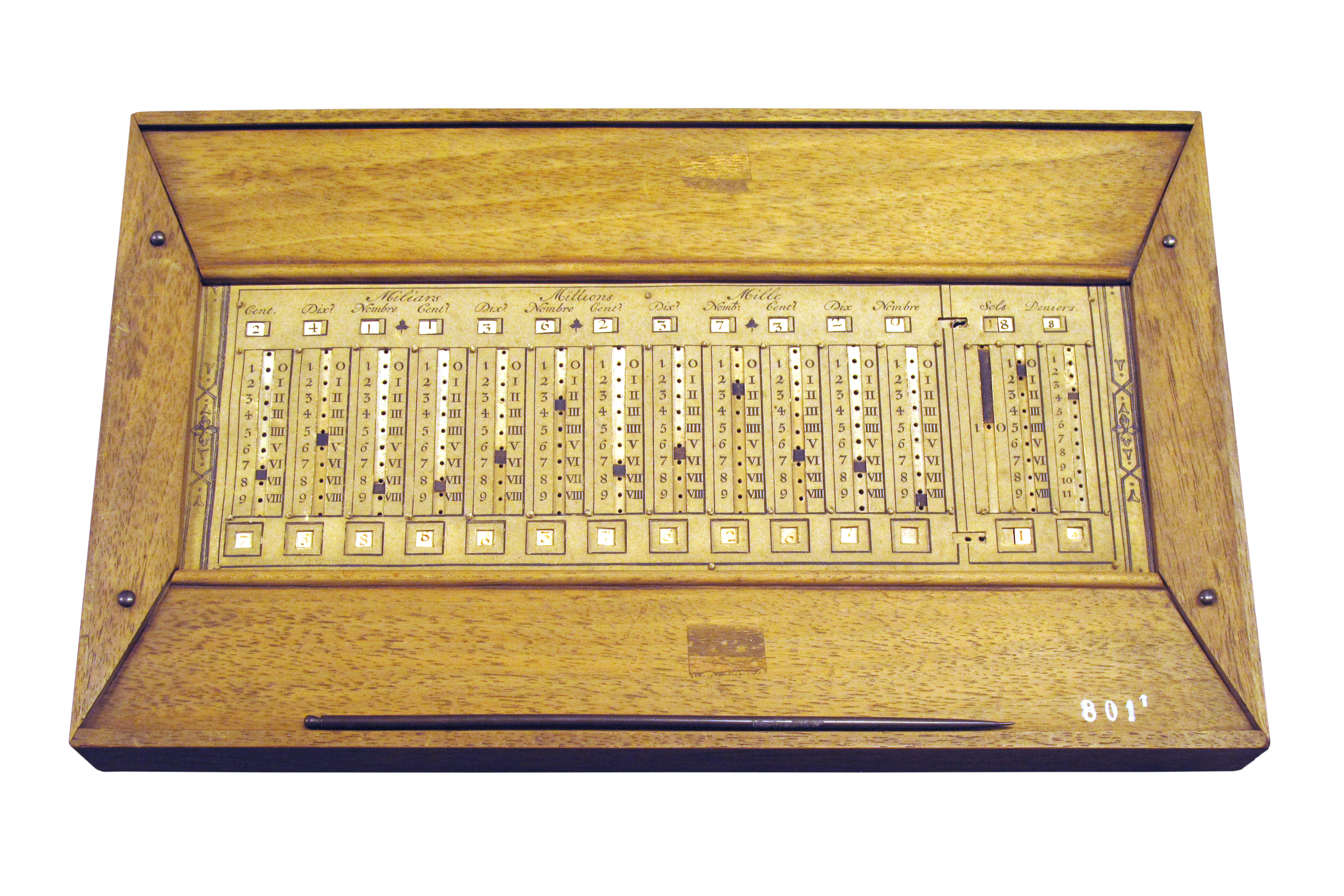
Паскаліна

Створення «Паскаліни» було викликано бажанням Блеза Паскаля допомогти своєму батькові. Батько великого вченого Етьєн Паскаль в 1638 році очолював групу рант'єрів, які протестували проти рішення уряду скасувати виплату ренти, за що і потрапив у немилість кардиналу Рішельє, якій наказав заарештувати бунтівника. Батькові Паскаля довелося бігти.
У 1639 році, завдяки молодшій дочці батькові вченого вдалося випросити прощення кардинала. Етьєн Паскаль був призначений на пост інтенданта Руанского генеральство. Батько Паскаля відразу ж занурився в роботу, день і ніч просиджуючи над підрахунками податкових зборів.
У 1642 році, у 19 років, Блез Паскаль, бажаючи полегшити роботу свого батька, почав роботу над підсумовувальною машиною.
Перша створена модель його не задовільнила і він негайно взявся її поліпшувати. Всього було створено близько 50 різних моделей обчислювальних пристроїв. Паскаль так писав про свою працю: "Я не економив ні часу, ні праці, ні коштів, щоб довести її до стану бути тобі корисною … Я мав терпіння зробити до 50 різних моделей: одні дерев'яні, інші зі слонової кістки, з ебенового дерева, з міді … ". Остаточний варіант пристрою був створений в 1645 році.

### Машина Лейбніца

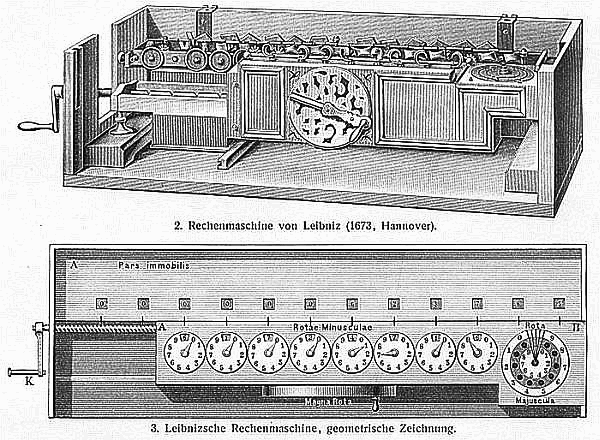
Калькулятор Лейбніца

Лічильний апарат Лейбніца — це винахід XVII століття, апарат, за допомогою якого можна було виконувати чотири арифметичні операції механічним шляхом. Незабаром винахід отримав назву «калькулятор Лейбніца» і за короткий термін поширилося, як по Німеччині, так і по всій Європі. Цей обчислювальний апарат став не тільки одним з витоків механізованої обчислювальної техніки, а й прообразом калькулятора.

### Електронний період

Джон Атанасов

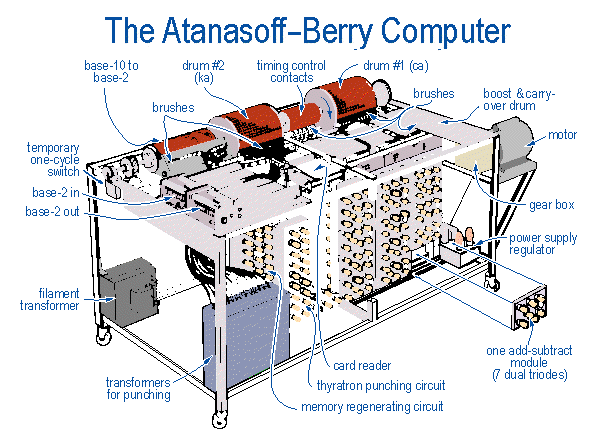

У 1939 році Джон Атанасов  і Кліффорд Беррі  з університету штату Айова розробили Atanasoff-Berry Computer(ABC). Це був перший в світі електронний цифровий пристрій, а також перша обчислювальна машина, яка не містила частин, що рухалися. Попри те, що машина ABC не була програмованою, вона була першою, яка використовує електронні лампи.
Піонерами електроніки виявилися й англійці — у 1942-43 роках в Англії за участю Алана Тьюринга була створена обчислювальна машина «Колоссус». У  ній  було  2000 електронних ламп.  Машина  призначалася  для   розшифровування  радіограм німецького вермахту. Відомості про «Колоссус»  зберігалися у найсуворішій таємниці і були розкриті тільки через 45 років після завершення війни. Через свою секретність, «Колоссус» не згадано в багатьох працях з історії комп'ютерів, але зараз він вважається першим повністю електронним програмованим обчислювальним пристроєм.
У 1943 році на замовлення Артилерійського управління США розпочалося створення універсальної обчислювальної машини в університеті штату Пенсильванія. Роботи проводилися під керівництвом Джона Моклі і Джона Преспера Еккерта. 1945 року машина запрацювала. Це був всесвітньо відомий ENIAC.
Машина ЕНІАК містила близько 18 тисяч електронних ламп, займала площу в 300 квадратних метрів, важила 30 тонн, споживала 150 кВт електроенергії і виконувала близько 5000 операцій в секунду. Проте програму для машини потрібно було набирати на комутаційних дошках.
Відомості про машину ENIAC було розкрито у 1946 році, і часто саме з нею пов'язується точка відліку ери електронних обчислювальних машин. ENIAC вважається першим представником першого покоління ЕОМ.

### ЕОМ першого покоління
Перший крок до зменшення комп'ютерів був зроблений у 1948 р. з винаходом транзисторів — мініатюрних електронних приладів, які змогли замінити електронні лампи. В середині 50-х років були знайдені дуже дешеві способи виробництва транзисторів і у другій половині 50-х рр. з'явилися комп'ютери повністю засновані на транзисторах.

### ЕОМ другого покоління
Народження машин третього покоління зв'язують із появою інтегральних схем — кремнієвих кристалів з мініатюрною електронною схемою. Слово «інтегральний» означає «цільний, єдиний». Розмір такої схеми — не більше горошини, а транзисторів в ній упаковані тисячі. Машини зменшилися настільки, що вже могли розміщатися на письмовому столі.

### ЕОМ третього покоління
З розвитком мікроелектроніки з'явилася можливість розміщати на кристалі не одну, а тисячі інтегральних схем. 1980 року на кристалі площею близько 1,5 см2 удалося розмістити центральний процесор невеликої ЕОМ. Почалася епоха мікрокомп'ютерів.

### ЕОМ четвертого покоління
Сучасний етап розвитку класичних електронних обчислювальних пристроїв практично досяг межі можливості підвищення швидкості обчислень за рахунок удосконалення елементної бази пристроїв. Розв'язання нових задач XXI ст.  потребує створення нових теоретичних принципів обчислень на новітніх елементах.  Тому заміною класичних комп'ютерів можуть бути квантові.  Їх ідея полягає у використанні для зберігання, передачі і обробки інформації істотних квантових властивостей речовини.

## Видатні інформатики

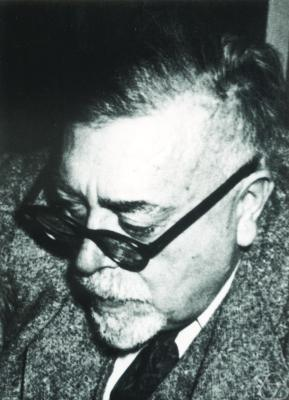
Норберт Вінер

Засновником кібернетики як науки, а відповідно й інформатики, вважають американського вченого Норберта Вінера (1894—1964).

### Найперша програмістка
|               | Мій мозок - щось більше, ніж просто субстанція |
| — Ада Лавлейс |                                                |

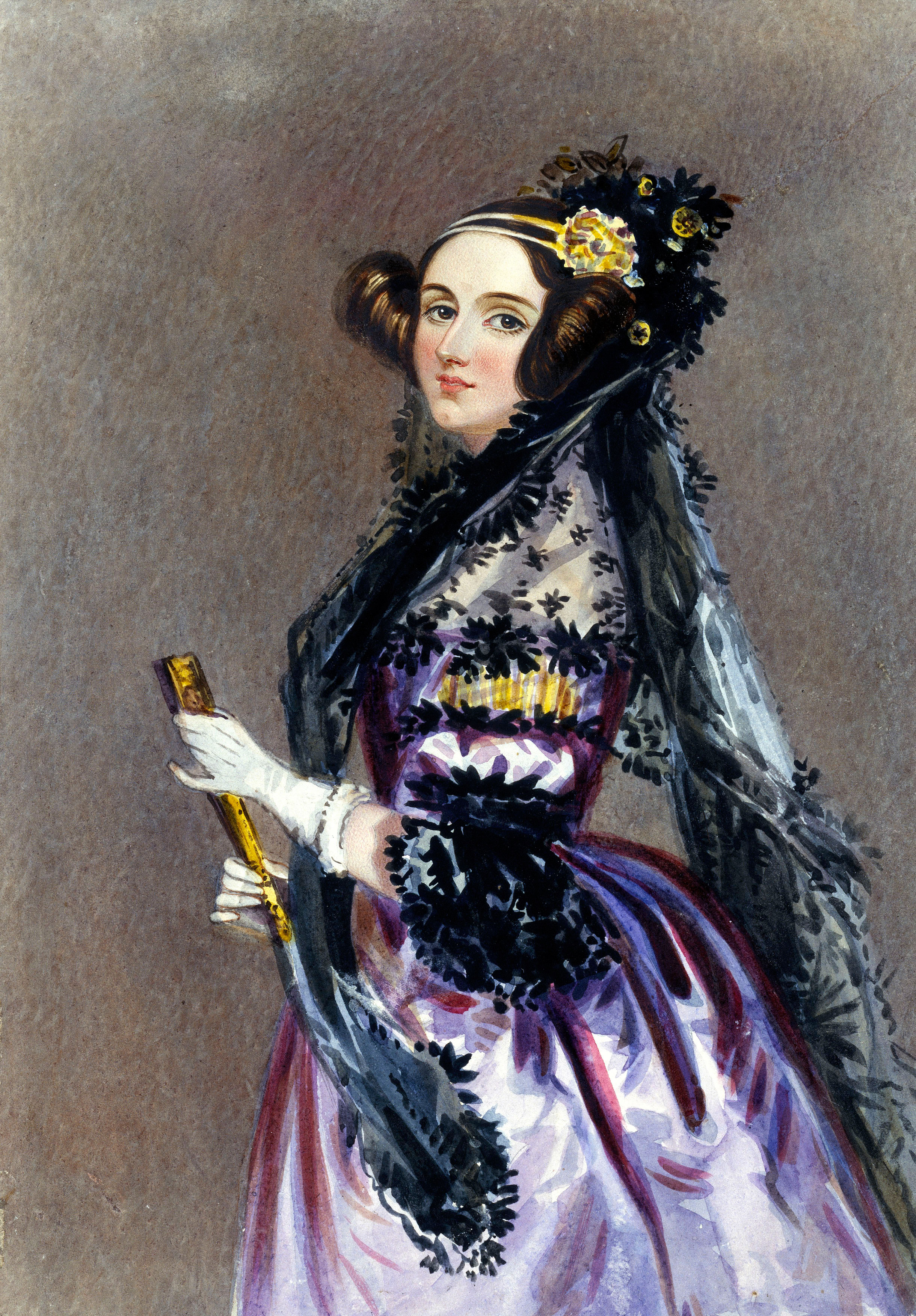
Ада Лавлейс

Ада Августа Лавлейс (1815—1852) — перший програміст у світі, донька Байрона.
Під час читання лекції в Туринському університеті професор Беббідж повідав студентам про свою машину. Цю лекцію ретельно законспектував французькою мовою і згодом опублікував юний інженер Луїджі Менабреа.
У 1842 році друг Беббіджа попросив Аду Лавлейс перевести записи Менабреа, супроводивши текст власними коментарями.
Дівчина з азартом взялася до роботи, і через рік видала готовий переклад з особистими нотатками на 52 сторінках. Вона не тільки змогла вникнути в геніальну ідею винахідника, а й пояснити принцип роботи механізму.
Під час перекладу в голові леді Лавлейс виникла ідея використання обчислювальної машини Беббіджа. Вона описала алгоритм, за яким можна було обчислювати числа Бернуллі. Цікавим фактом є те, що надалі роботу Ади Лавлейс визнали першою програмою, яку можна відтворювати на комп'ютері.

### Винахідник першої мови програмування

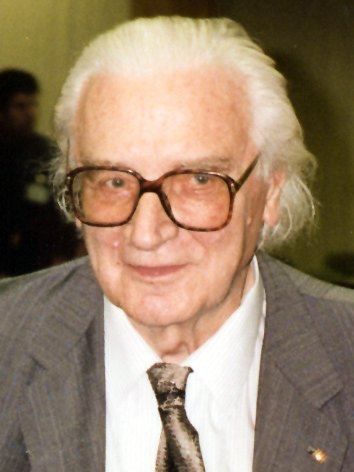
Конрад Цузе

Конрад Цузе — винахідник «сучасних» комп'ютерів та мови програмування.
У 1936 році Цузе створив механічний калькулятор під назвою Z1. Це був перший двійковий комп'ютер. Він використав його для вивчення кількох новаторських технологій у розробці калькулятора: арифметика з плаваючою точкою, пам'ять великої ємності та модулі або реле, що працюють за принципом так / ні.
Цузе написав першу алгоритмічну мову програмування в 1946 році. Він назвав її Plankalkül і використовував її для програмування своїх комп'ютерів. Він написав першу у світі програму з гри в шахи за допомогою Plankalkül.

### Винахідниця WI-FI

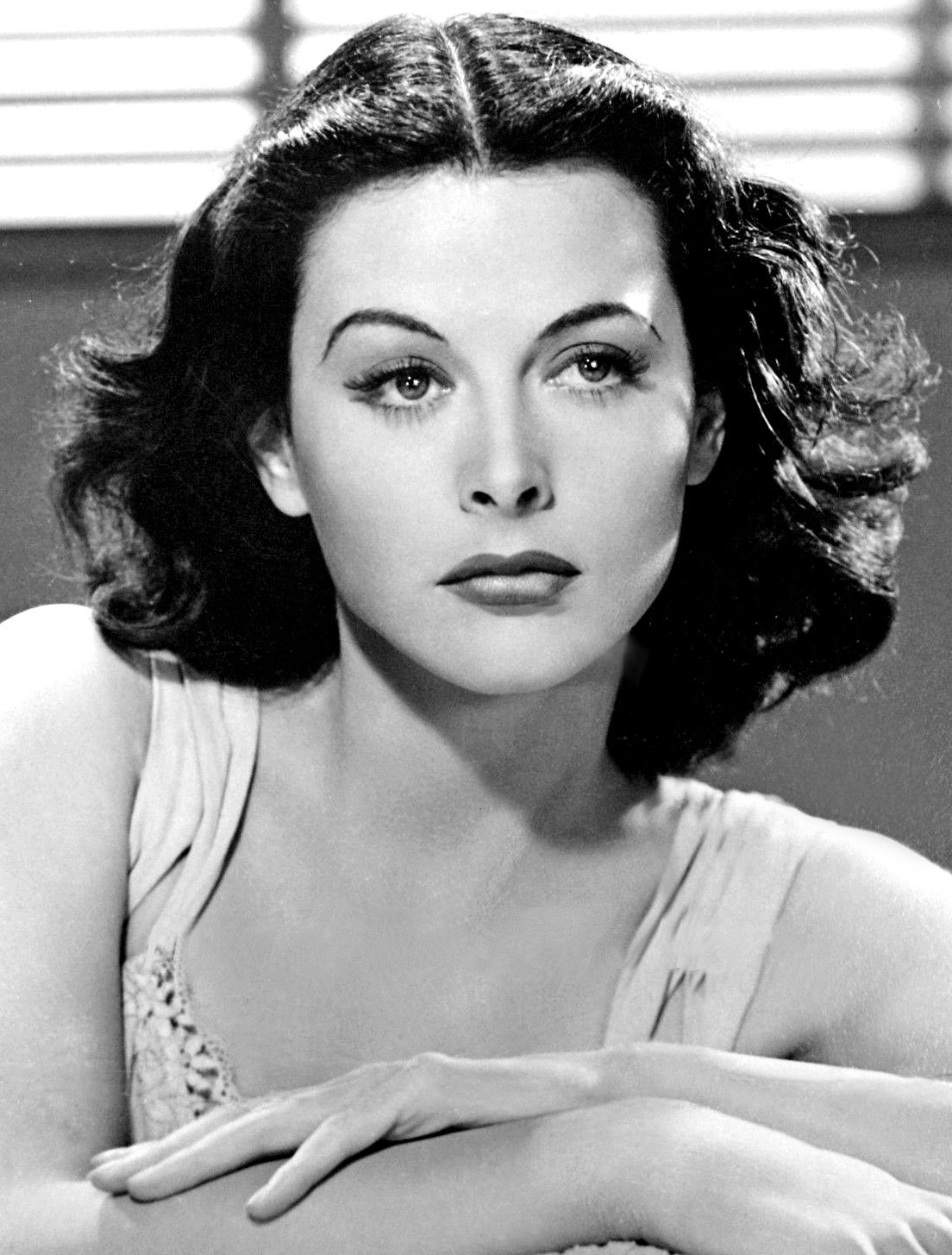
Геді Ламарр

Геді Ламарр (Гедвіг Кіслер) — геніальна винахідниця, яка підкорила Голлівуд. Народилася 9 листопада 1914 року у Відні. Вона була дочкою багатого банкіра — Еміля Кіслера і піаністки — Гертруди Лихтвіц Кіслер, що дозволило юній Гедвіг сміливо розвивати свої захоплення, серед яких був балет, гра на фортепіано, а також математика і фізика. Різносторонньо обдарована дівчинка у віці 16 років вирішила розпочати навчання у театральній школі і того ж року отримала свою першу роль у кіно.
Важливим для її наукових досягнень виявився 1940 рік, а точніше події 17 і 18 вересня та черговий корабель. Саме тоді німецький підводний човен потопив корабель City of Benares, який евакуював британських мирних жителів до Канади. Загинули 258 людей, у тому числі 77 дітей. Трагедія надихнула Ламарр, яка вирішила допомогти у роботі над системами керування торпедами. Ідея полягала в тому, щоб мати можливість керувати торпедами з максимальною точністю, при цьому захищаючи сигнал від перешкод та перехоплення супротивником. У роботі над проєктом їй допомагав Джордж Антейл — авангардний композитор та виконавець. Талант Ламарр та досвід Антейла у роботі з піанолами призвели до створення системи FHSS, яка з використанням перфорованих паперових стрічок дозволяла стрибкоподібно змінювати частоту радіохвиль, що керують торпедами. Творці FHSS безкоштовно передали отриманий патент ВМФ, щоб той у найкоротший термін зміг використати винахід.

### Засновник Microsoft

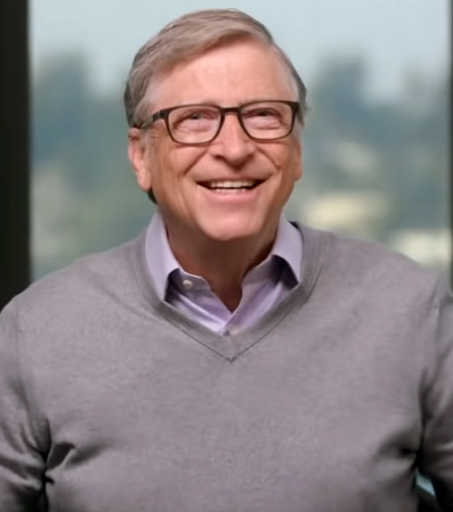
Білл Гейтс

Білл Гейтс (1955) — підприємець, засновник корпорації «Microsoft», найбагатша людина планети з 1996 по 2007 рік.
Початкова освіта в біографії Білла Гейтса було отримано в муніципальній школі. Потім він навчався в приватній школі, де захоплювався математикою, вперше почав писати невеликі програми на мінікомпьютері. Якось Гейтс зламав систему шкільного розпорядку і завжди відправляв себе на заняття у ті групи, де були гарні дівчата. 1973 року Гейтс поступив в Гарвардський університет. 1975 року разом з Полом Алленом заснував компанію Microsoft. На третьому курсі залишив університет, щоб повністю присвятити себе компанії (згодом у 2007 році був визнаний випускником Гарварду, отримав диплом).
1995 рік в біографії Гейтса ознаменований виходом книги «Дорога в майбутнє». Гейтс, будучи одним із співавторів книги, висловив своє бачення розвитку інформаційних технологій. 1996 року компанія Microsoft стала займатися розвитком інтернет-технологій, а Білл Гейтс зробив поправки в свою першу книгу. Друга книжка «Бізнес зі швидкістю думки», яка вийшла в 1999 році, представляла можливі вирішення бізнес-завдань за допомогою інформаційних технологій.
Історія Білла Гейтса нагадує американську мрію.

### Засновники Google

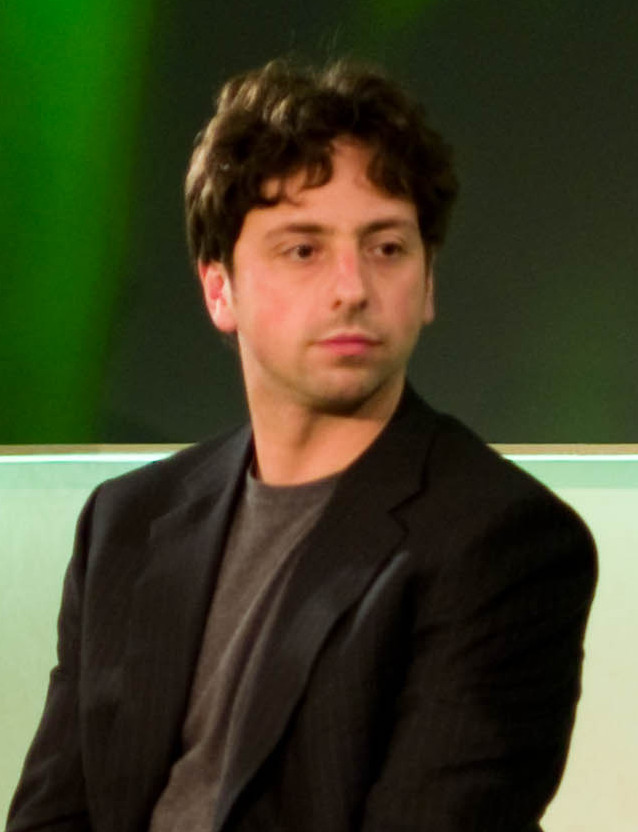
Сергій Брін

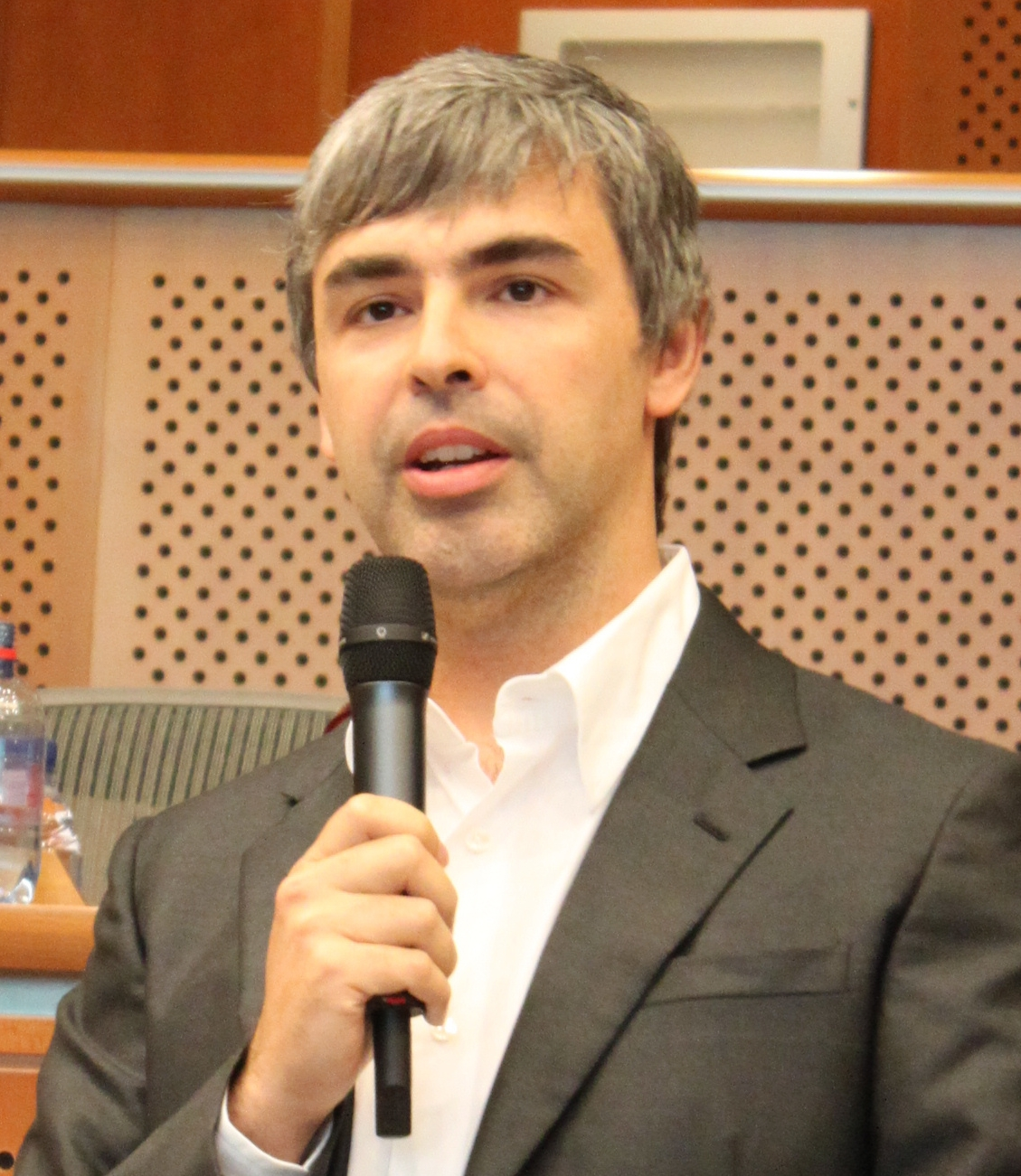
Ларрі Пейдж

Google була заснована в 1998 році Сергієм Бріном та Ларрі Пейджем як науковий проєкт для PhD в Стенфордському університеті в Каліфорнії.
Брін в юному віці переїхав до США з Радянського Союзу. Він вивчав математику та інформатику в коледжі, перш ніж потрапити до Стенфордського університету, щоб отримати ступінь доктора наук з інформатики. Як науковий співробітник, його сфери інтересів включали витяг інформації з неструктурованих джерел, пошукових систем та обмін даними великих колекцій даних. Він познайомився з колегою-науковцем Ларрі Пейдж, з яким працював над дослідницьким проєктом. Двоє чоловіків підключились на інтелектуальному рівні і почали експериментувати зі своїми новими
Пейдж та Брін спочатку прозвали свою нову пошукову систему «BackRub», оскільки система перевіряла зворотні посилання, щоб оцінити важливість сайту
Вступний логотип (doodle)  – це повідомлення, яке Пейдж і Брін створили в серпні 1998 року, щоб повідомити людям, що вирушають на фестиваль Burning Man.
Починаючи з вересня 1998 року, першим робочим простором компанії був гараж Сьюзен Войчицкі в парку Менло, Каліфорнія.
Войчицкі була першим менеджером з маркетингу Google і зараз є генеральним директором YouTube.

### Засновник Facebook

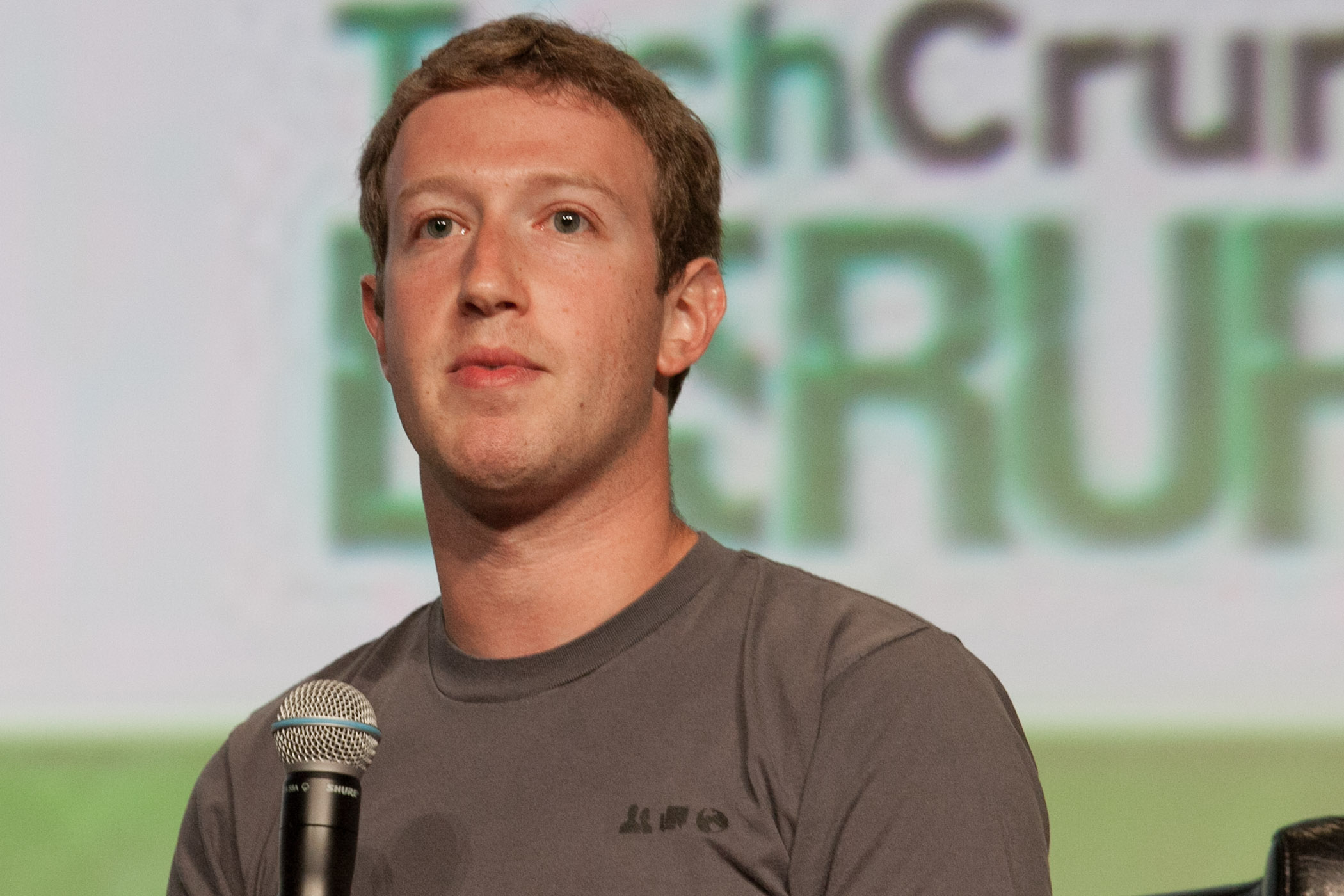
Марк Цукерберг

У 10 років юний Марк Цукерберг усвідомив, що хоче присвятити своє життя програмуванню. Саме в цьому віці батьки придбали йому його перший комп'ютер, за яким той згодом проводив дні безперервно. Спочатку він писав досить примітивні програми, але з часом його навички стали удосконалюватися.
У старших класах Цукерберг створив власну гру-стратегію під назвою «Ризик», і вже тоді на нього звернули увагу представники компанії Microsoft, які запропонували йому працювати у себе. Через те, що Марк був неповнолітнім хлопцем, який ще не закінчив школу, угода так і не відбулася.
Наступним проєктом майбутнього з-творця Facebook стала програма Synapse, яку він написав зі своїм товаришем. Дане ПО працювала на базі аудіо-плеєра Winamp. Воно аналізувало музичні смаки слухачів і показувало добірку схожих композицій.
Когось це може здивувати, але програмування було далеко не єдиним захопленням Марка. На момент вступу до вищого навчального закладу він займався фехтуванням, вивчав стародавні мови, а також чимало часу присвячував математиці. Як не дивно, але в Гарвард він вирішив вступити на факультет психології. Саме в цьому університеті Цукерберг почав свій шлях до успіху.
Під час навчання в Гарварді до Марку Цукербергу прийшла ідея створити сайт, на якому студенти могли б спілкуватися в режимі онлайн. Ясна річ, що в поодинці такий масштабний проєкт створити дуже проблематично, тому він заручився підтримкою своїх товаришів Дастіна Москвіца, Ендрю Макколум і [[Кріс Г'юз|Кріса Хьюзаїї. Незабаром до них приєднався Едуардо Саверін, який і проспонсорував цей проєкт. З останнім через деякий час стався конфлікт, який вдалося вирішити тільки в залі суду.
Головною причиною популярності Facebook стала його зручність.